# 布里切尼區
布里切尼區（羅馬尼亞語：Raionul Briceni）是摩爾多瓦西北部的一個區，北鄰烏克蘭，南隔普魯特河與羅馬尼亞相望。面積741平方公里。2004年人口78,027人，首府布里切尼。